# Józef Graniczny
Józef Grzegorz Graniczny (ur. 12 marca 1897 w Wielkich Piekarach, zm. 3 kwietnia 1940 w Katyniu) – porucznik marynarki Wojska Polskiego. Ofiara zbrodni katyńskiej.

## Życiorys
Urodził się w Wielkich Piekarach, pow. bytomski, w rodzinie Franciszka i Konstancji z Magierów. W 1915 r. wstąpił do „Sokoła”. Wcielony do armii niemieckiej, walczył na frontach belgijskim i francuskim. 11 czerwca 1919 r. wstąpił do 1 batalionu morskiego w Modlinie. Wziął udział w I powstaniu śląskim, jako dowódca bojówek lotnych. W 1920 r. w szeregach I batalionu bytomskiego walczył w III powstaniu śląskim.  27 kwietnia 1921 awansował do stopnia podporucznika. Po zakończeniu walk rozpoczął służbę we Flotylli Pińskiej. Dowodził ORP „Nurek” i ORP „Admirał Dickman”. 31 sierpnia 1938 r. przeniesiony w stan spoczynku.
We wrześniu 1939 zmobilizowany. Wzięty do niewoli, osadzony w Kozielsku, zamordowany w Katyniu. Figuruje na Liście Wywózkowej NKWD z dnia 3 kwietnia 1940 r., pozycja 78.

## Odznaczenia
- Krzyż Srebrny Orderu Virtuti Militari (nr 7876)
- Krzyż Walecznych
- Krzyż Niepodległości z Mieczami (1934)[4]
- Krzyż na Śląskiej Wstędze Waleczności i Zasługi

## Życie prywatne
Żonaty z Marią Krajnikówną, miał syna Juranda i córkę Teresę.